# مسجد منارة بورمالي
مسجد منارة بورمالي (بالتركية: Burmalı Minare Camii) مئذنة بورمالي" ( و تعني المئذنة الحلزونية باللغة التركية) و هو مسجد تاريخي يعود تاريخ بناؤه إلى القرن الثالث عشر ويقع في أماسيا، تركيا. تم بناء المسجد من قبل السلاجقة بين عامي 1237 و 1247.

## البناء
المسجد مبني من الحجر المقصوص، و تم تسمية المسجد بهذا الاسم نسبة الى النقش الحلزوني الانيق الذي يزين مئذنته، و يوجد فيه صريح مسقوف.

## معرض الصور

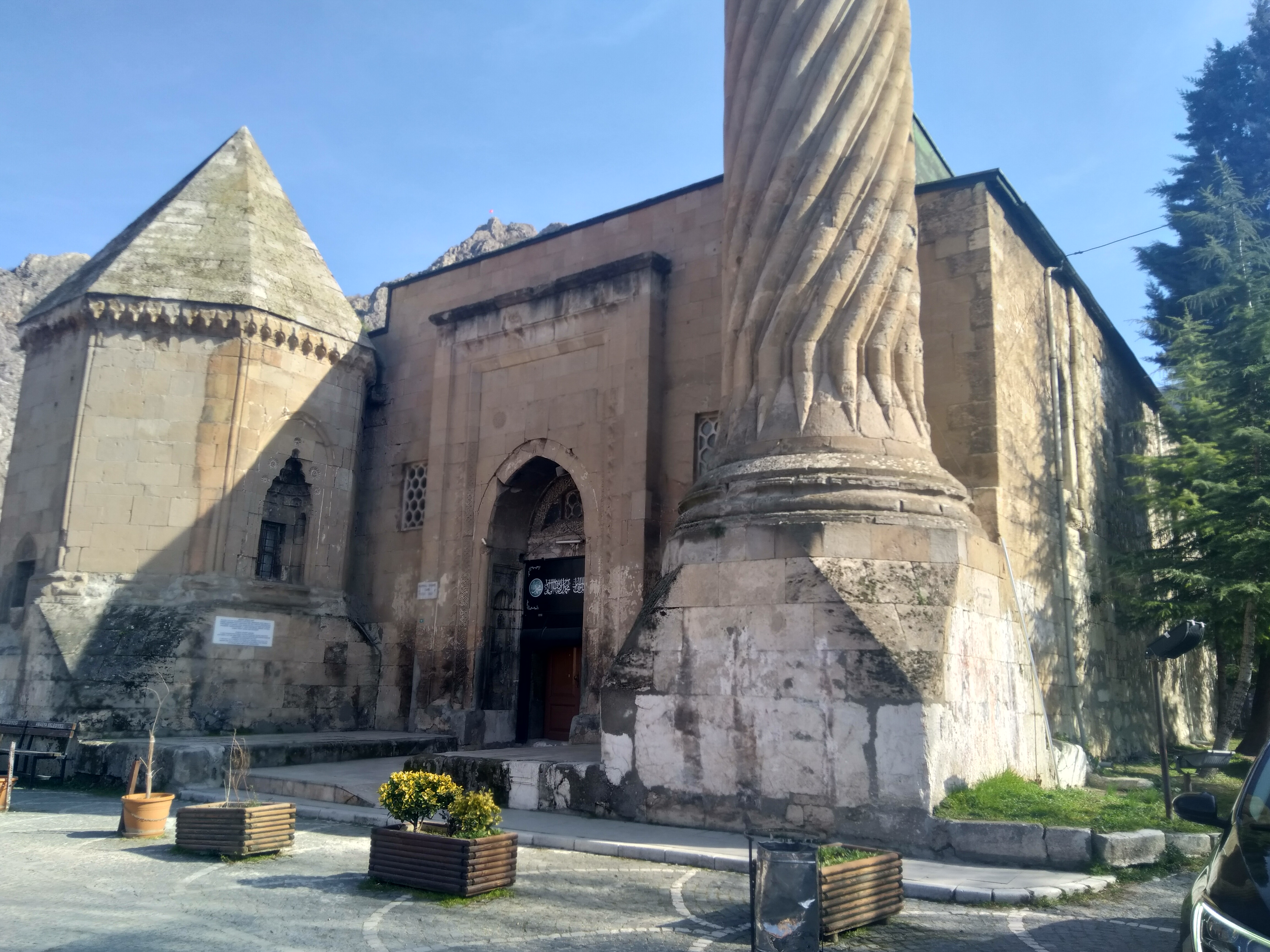
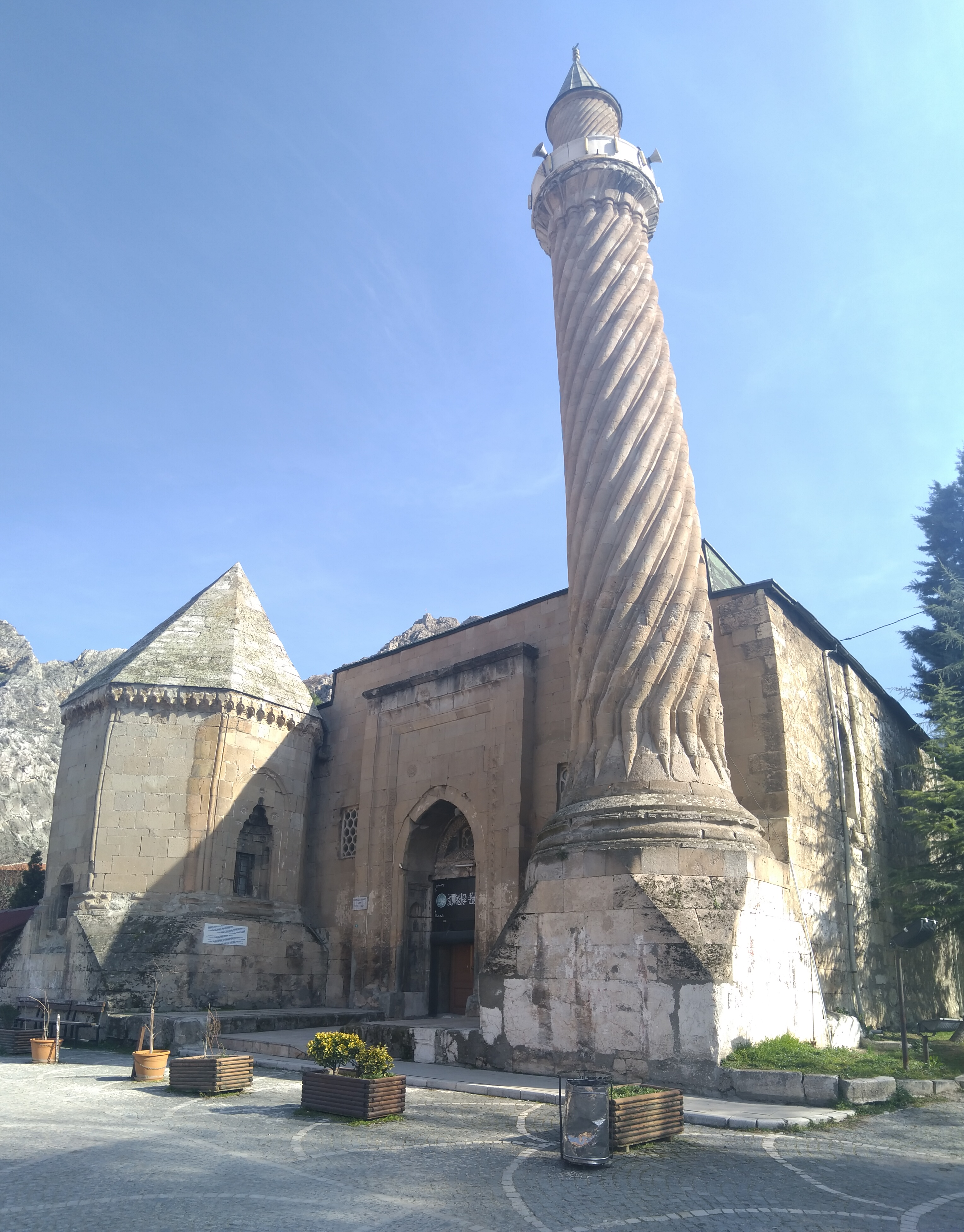
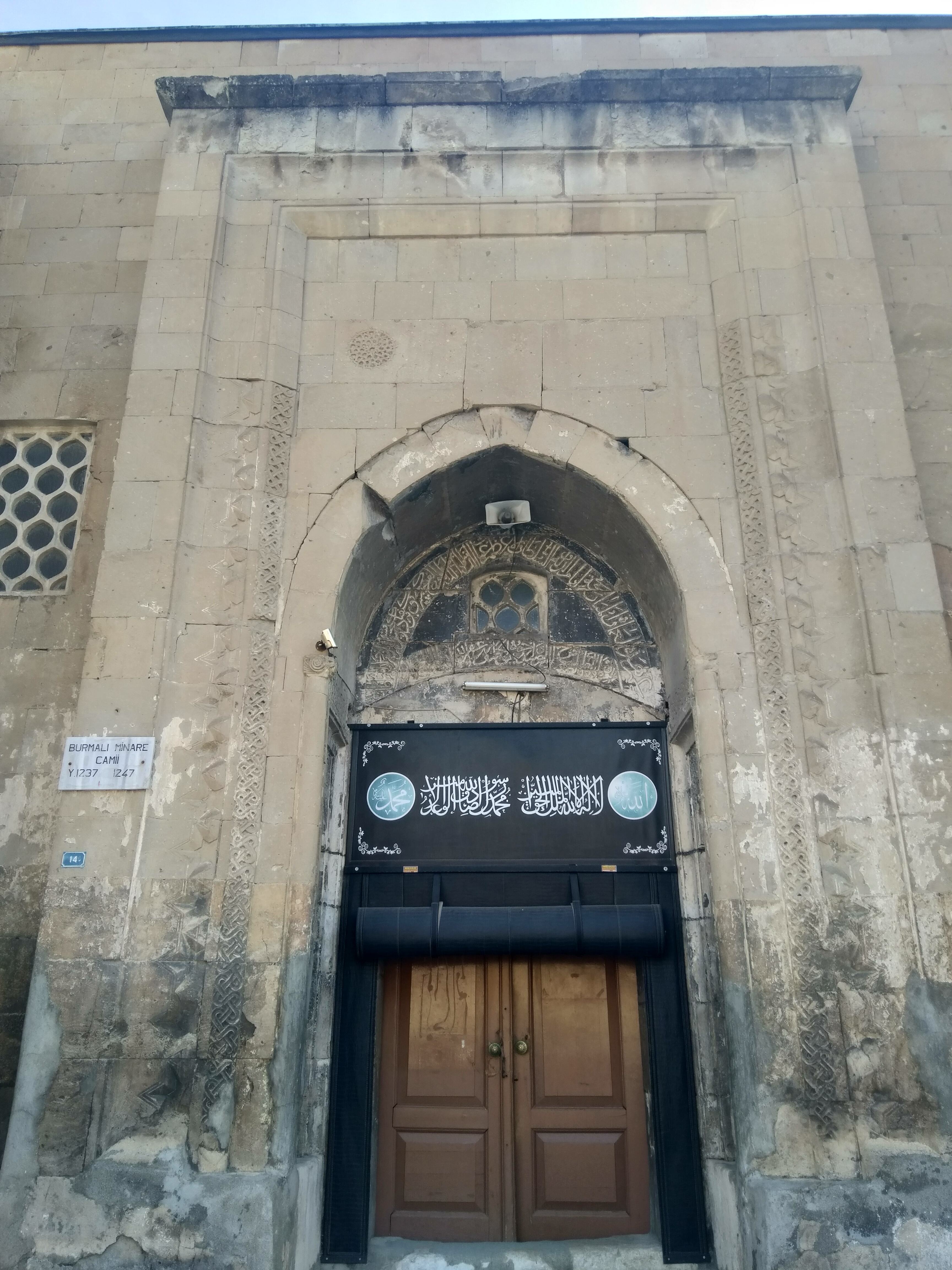